# 越南裔澳大利亞人

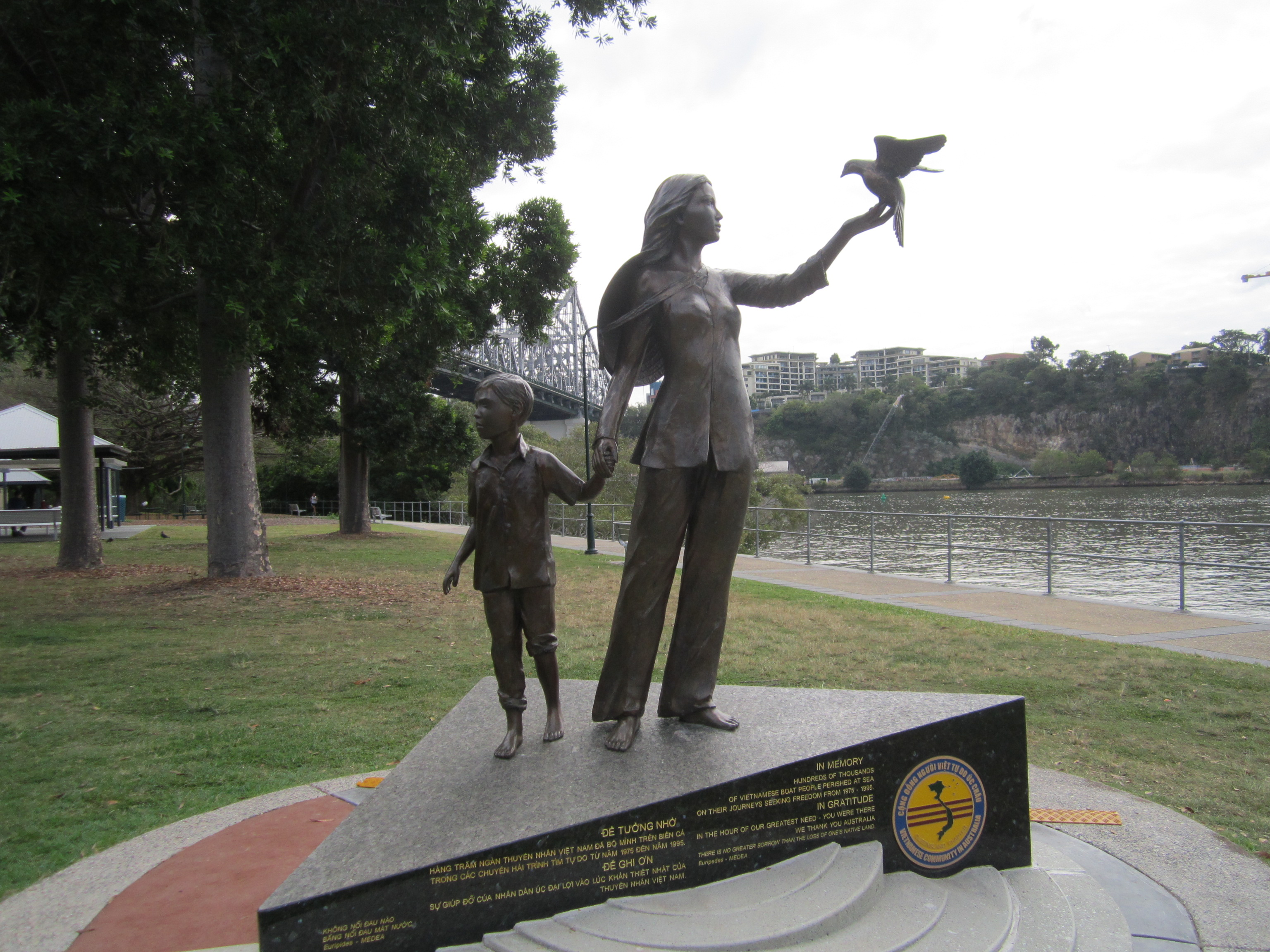
越南船民紀念碑2012年12月2 日在昆士蘭州布里斯班落成

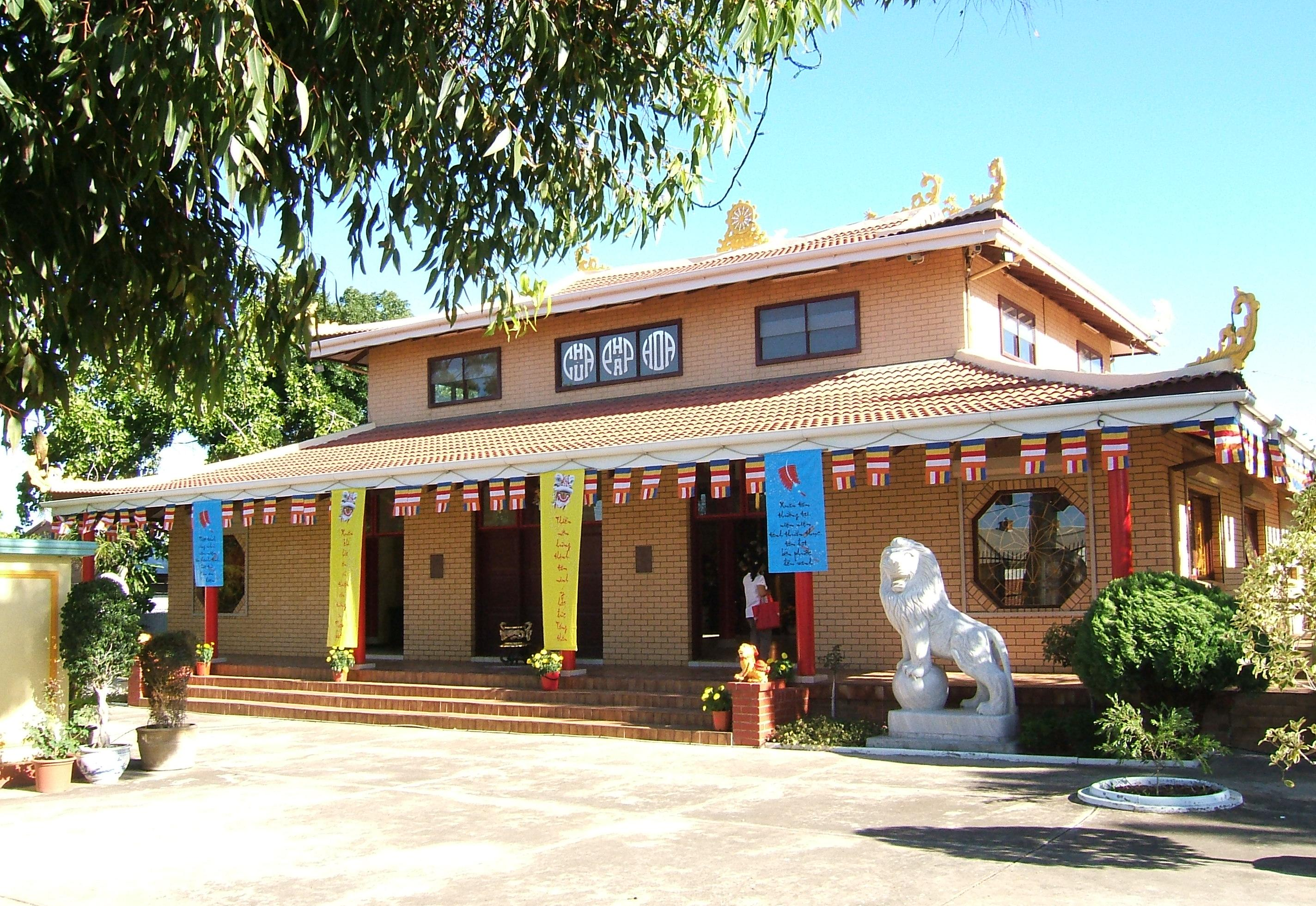
澳大利亞的越南佛寺

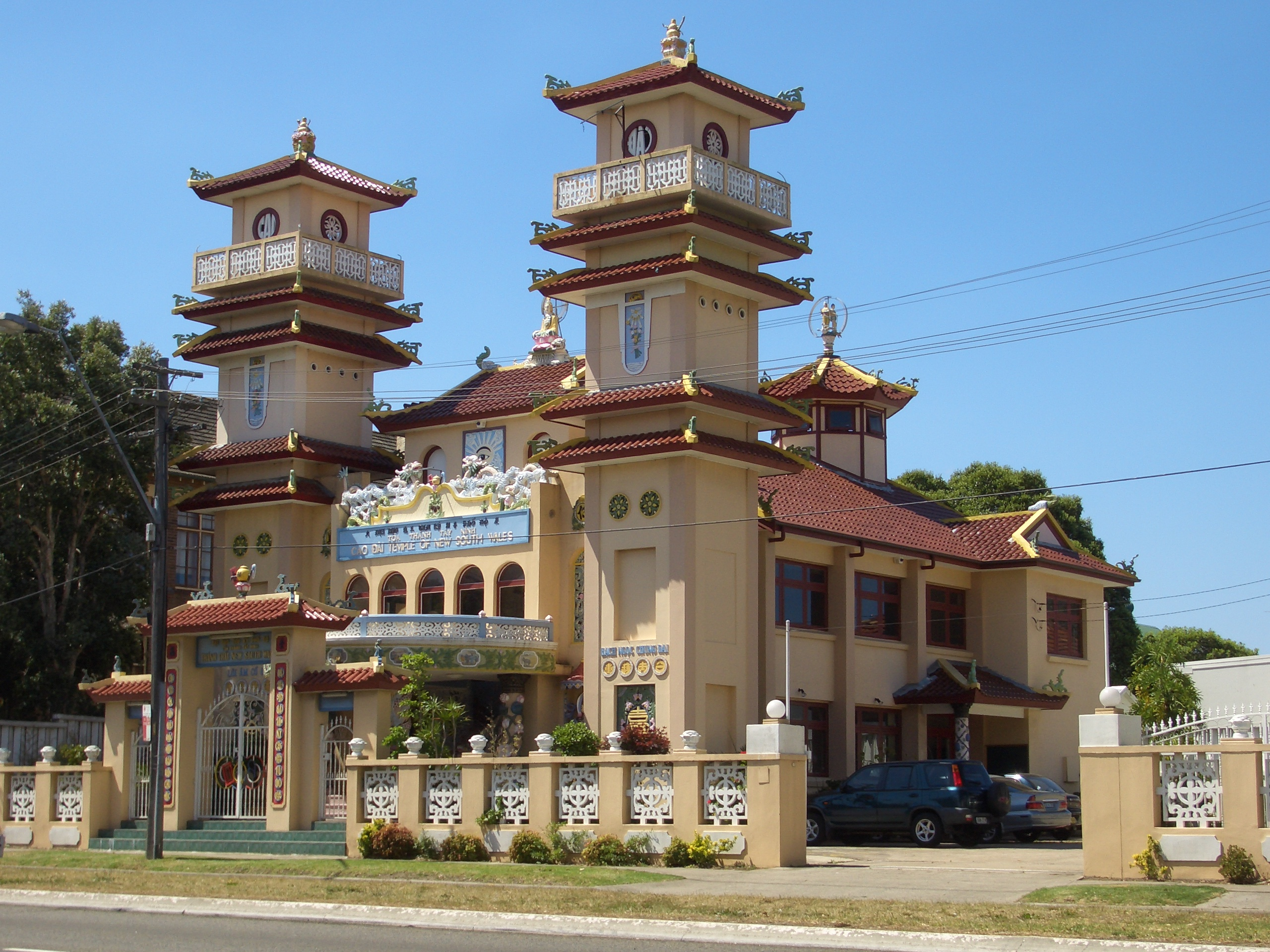
澳大利亞的高臺教寺廟

越南裔澳大利亞人，指具有越南民族血統的澳大利亞人，或者從越南移民到澳大利亞的人。
在2021年人口普查中，有 334,781 人表示自己有越南民族血統（無論是單一血統還是混合血統），佔澳大利亞人總口的1.3%。
2021年，澳洲統計局估計有268,170名澳大利亞居民出生在越南。

## 歷史
1975 年，澳大利亞出生的越南人不到 2,000 人。1975年4月北越共產黨政府接管南越後，澳大利亞作為《關於難民地位的公約》的簽署國，同意根據難民安置計劃安置在越南出生的難民。1970 年代末首次接納越南難民之後，1983至1984年出現了第二次移民高峰，這很可能是澳大利亞和越南政府1982年達成的協議（有序離境計劃）的結果，該協議允許難民的親屬離開越南並移民到澳大利亞。1980年代又有越南移民高峰至澳大利亞，多數為依親移民。

## 人口統計
在2021年人口普查中，有334,781 人表示自己有越南民族血統（無論是單一血統還是混合血統），佔澳大利亞人口的 1.3%。2021年，澳洲統計局估計有268,170名澳大利亞居民出生在越南。2021年，越南裔澳大利亞人是繼華裔澳大利亞人、印度裔澳大利亞人和菲律賓裔澳大利亞人之後的第四大亞裔澳大利亞人社群。2021年，越南是澳大利亞第六大最常見的出生國。
在2001年的人口普查中，第一代越南裔移民比第二代人數還多，而表示有其他民族血統的越南裔相對較少。在主要族裔中，在家說英語以外語言的越南人比例最高。
在墨爾本，Richmond、Footscray、Springvale、Sunshine和St Albans等郊區有相當大比例的越南裔澳大利亞人社群；在雪梨，越南裔主要集中在Cabramatta、Cabramatta West、Canley Vale、Canley Heights、Bankstown、St Johns Park和Fairfield。在布里斯本，越南裔主要聚居在Darra和Inala。在阿德萊德、坎培拉和珀斯也有越南裔澳大利亞人社群分布。

1991年至2017 年間每月從越南抵達澳大利亞的合法移民人數

### 社會經濟
越南裔澳大利亞人的收入和社會階層水準各不相同。在澳大利亞出生的越南裔在大學就學和許多職業中佔有很高的比例（特別是資訊科技工作、驗光師、工程師、醫師和藥劑師），而在過去，越南裔社群存在中的貧困和犯罪。

### 宗教
根據2016年人口普查，40.46%的越南裔澳大利人信奉佛教，28.77%信奉基督宗教，26.46%為世俗主義者或無宗教信仰。
2021年人口普查，44.7%的越南裔澳大利亞人信仰佛教，29.2% 無宗教信仰，23.5%信仰基督宗教（19.8%為天主教會），0.7%信仰其他宗教，2.5%未註明。

### 語言
根據2001年的人口普查，澳大利亞有174,236人在家中使用越南語，成為繼英語、義大利語、希臘語、粵語和阿拉伯語之後第六大使用最廣泛的語言。
根據2021年人口普查，越南語在澳大利亞有320,760 人在家使用，使其成為繼英語、漢語官話和阿拉伯語之後第四大使用廣泛的語言。

## 越南裔澳大利亞人與越南的關係

### 媒體
2003年10月，屬於澳大利亞政府的特別廣播服務公司（SBS） 開始播出越南語新聞節目「Thoi Su」，其既定目的是提供新聞服務以滿足越南裔澳大利亞人的需求。越南裔社群大部分老一輩在南越淪陷後逃離，但仍然對執政政府及其機構（包括國家控制的媒體）心懷不滿，對此反應不佳。該計劃還據稱缺乏有關越南政治逮捕或宗教壓迫的報告。

## 組織
澳大利亞的越南裔社區是一個年輕的社區。在澳大利亞的越南人通常非常團結，經常有社區活動以保持越南文化和身份。他們成立了許多同鄉團體，如澳大利亞聯邦自由越南人社區。
越南裔澳大利亞社區還組織着一些文化活動，如在墨爾本建造國祖廟。